# Lalrin Fela
Lalrin Fela (* 24. September 1990 in Mizoram) ist ein indischer Fußballspieler.

## Karriere
Fela begann seine Karriere bei Southern Samity und wechselte 2012 zu McDowell’s Mohun Bagan AC, 2014 wurde er an Green Valley FC ausgeliehen, 2014 wurde er dann von Mumbai City FC verpflichtet.